# 아소카 타노
아소카 타노(Ahsoka Tano)는 애니메이션 영화《스타 워즈: 클론 전쟁》(2008)에 등장하는 인물로서 아나킨 스카이워커의 파다완이다. 스타워즈 영화 오리지널 3부작이나 프리퀄 3부작에는 등장하지 않는 인물이며 애니메이션 클론 전쟁 시리즈에서 처음 등장하게 된다. 이후 제다이 오더를 떠나 반란군 연합의 개설에 기여를 하는 인물이다.이후 OTT 디즈니 플러스 스타워즈 만달로리안(2019~2023)시즌3까지 시리즈의 조연, 최근작 아소카(2023)의 주인공으로 등장해 또다시 존재감을 드러낸다.

## 상세
14세 당시 클론전쟁이 일어났으며 아나킨과 함께 수많은 전쟁에 참여 한다. 이후 클론전쟁 종전 14년후 에피소드3 과 에피소드 4 사이 시간대 이야기를 다룬 애니 스타워즈 반란군에서 등장한다. 라이트세이버는 하얀색으로, 듀얼 라이트세이버를 사용한다.

외부 링크